# 市川市中央図書館
市川市中央図書館（いちかわしちゅうおうとしょかん）は、千葉県市川市の市立図書館。
市川市生涯学習センター内に設置されており、中央図書館と、児童書を所蔵する「こどもとしょかん」からなる。

## 歴史
- 1950年（昭和25）9月1日 - 市川市立市川小学校の教室を利用して開館。
- 1953年（昭和28）11月 - 館外貸出開始。
- 1957年（昭和32）5月21日 - 市川市八幡の葛飾八幡宮境内に独立開館。当時は1階に図書館施設、2階に教育委員会と市役所の一部が入っていた。
- 1959年（昭和34）7月 - 教育委員会と市役所の一部が新庁舎完成に伴い移転。図書館独自の建物となる。
- 1960年（昭和35）6月 - 母と子の部屋、少年室を設置。
- 1964年（昭和39）6月1日 - 市川市本行徳の徳願寺境内に行徳分館が開館（のちの行徳図書館）。
- 1968年（昭和43）5月11日 - 本館隣の敷地に新館を開館。
- 1994年（平成6）10月1日 - 休館。（その後本館は市川市役所八幡分庁舎として、新館は八幡親子つどいの広場・選挙管理委員会・総務課分室として利用。2015年に新館は取り壊され、本館を改装の上、新館に入っていた施設を本館に移転）
- 1994年（平成6）11月1日 - 市川市生涯学習センター（メディアパーク市川）一階に移転、開館。

## 利用案内

### 開館時間
- 火曜日〜金曜日 - 午前10時〜午後7時30分まで（こどもとしょかんは午後6時まで）
- 土曜日、日曜日、祝日 - 午前10時〜午後6時まで（こどもとしょかんは午後5時まで）

### 休館日
- 毎週月曜日（祝日と重なった場合は開館し、翌火曜日が休館）
- 年末年始（12月28日〜1月4日）
- 館内整理日（月曜日を除く毎月最後の平日）
- 蔵書整理・点検期間

### 貸し出し制限
- 本・雑誌 - 全館で20冊まで（隣接市区の市外利用者は5冊まで）。予約は1回3冊まで。
- CD - 全館で3点まで（同・貸出不可）。予約は1回3点まで。
- ビデオ - 全館で2点まで（同・貸出不可）。予約は1回2点まで。
- DVD - 全館で2点まで（同・貸出不可）。予約は1回2点まで。

## 交通
- JR総武線および都営地下鉄新宿線本八幡駅より徒歩15分。
- JR総武線下総中山駅より徒歩15分。
- 京成電鉄本線鬼越駅より徒歩13分。
- 京葉道路京葉市川インターチェンジより車で約5分（地下駐車場99台分あり。自動二輪車利用可）。
- 市川市コミュニティバス「現代産業科学館・メディアパーク」下車。
- ニッケコルトンプラザ・コルトンバス「ニッケコルトンプラザ2F北入り口バス乗り場」[4]下車。

※なおニッケコルトンプラザおよび現代産業科学館・メディアパークを経由する京成バス・本73系統は2021年4月16日をもって廃止となった為、本バスを利用する場合は本71系統あるいは本74系統を利用し「八幡一丁目」あるいは「消防局」停留所で下車、徒歩約10分。